# (5056) Rahua
(5056) Rahua es un asteroide perteneciente al cinturón de asteroides, descubierto el 9 de septiembre de 1986 por Henri Debehogne desde el Observatorio de La Silla, Chile.

## Designación y nombre
Designado provisionalmente como 1986 RQ5. Fue nombrado Rahua en honor a Rahua una de las esposas de uno de los cuatro hijos de Pirua Wiracocha, según cuenta la leyenda Inca, Rahua, Ocllo, Cora y Huaco eran las esposas de los cuatro hijos de Pirua Wiracocha, dios creador de la civilización, a veces asociada con las Pléyades, y para los cuales la nación de Perú debe su nombre.

## Características orbitales
Rahua está situado a una distancia media del Sol de 2,637 ua, pudiendo alejarse hasta 3,167 ua y acercarse hasta 2,107 ua. Su excentricidad es 0,200 y la inclinación orbital 7,262 grados. Emplea 1564 días en completar una órbita alrededor del Sol.

## Características físicas
La magnitud absoluta de Rahua es 13,3. Tiene 7,27 km de diámetro y su albedo se estima en 0,309.